# Сестренки (Волгоградская область)
Сестренки — исчезнувшее село в Камышинском районе Волгоградской области, располагалось на территории современного Сестренского сельского поселения. Село находилось на реке Сестренка в 1 версте от левого берега Волги.

## История
В конце XIX - начале XX века село Сестренки (первоначально хутор Белильцев, или Средние Сетренки) составляло одно сельское общество с хуторами Вихлянцев, Ионов и Красавка (Нижние Сестренки). Общество относилось к Камышинскому уезду Саратовской губернии. Все населённые пункты были заселены в 1770-х годах. Население составляли преимущество великороссы. В 1890 году также проживало 15 семей немцев.
Земельный надел общества (по состоянию на 1862 года) составлял 10 732, 5 десятины земли, в т.ч. удобной 5274,5 удобной (из них пашни 4725 десятин) и 5458 неудобной земли. В 1878 году была освящена церковь Дмитрия Солунского, в конце XIX века в селе действовали церковно-приходская и земская школы, имелся общественный хлебный магазин. В 1890 году в селе имелось 128 дворов (без учёта хуторов). Жители занимались преимущественно хлебопашеством, садоводством, бахчеводством, а также рыболовством
С 1928 года в составе Сестренского сельсовета Камышинского района Камышинского округа (округ ликвидирован в 1934 году) Нижневолжского края (с 1935 года — Сталинградского края, с 1936 года — Сталинградской области, с 1961 года — Волгоградской области). В 1950-начале 1960-х в связи с тем, что село частично оказалось в зоне затопления Волгоградского водохранилища, жители села были переселены в хутор Вихлянцев. Село исключено из учётных данных в 1964 году.

## Население
Динамика численности населения села Сестренки (с учётом хутором Вихлянцев, Ионов и Красавка)
| 1862 | 1889 | 1890 | 1894 | 1897 | 1911 |
| ---- | ---- | ---- | ---- | ---- | ---- |
| 933  | 1694 | 1698 | 1683 | 1972 | 2432 |